# Називай мене Бвана
«Називай мене Бвана» (англ. Call Me Bwana) — фарс, знятий за технологією Technicolor у 1963 році режисером Гордоном Дугласом, з Бобом Гоупом і Анітою Екберг у головних ролях.
Більшість подій відбуваються в Африці, це один з трьох фільмів Eon Productions не про вигаданого агента MI6 Джеймса Бонда, хоча і зроблений більшою частиною творчої групи, яка працювала над стрічкою «Доктор Ноу».

## Сюжет
Боб Гоуп грає Метта Мерріветера, нью-йоркського письменника, який видав спогади свого дядька про дослідження в Африці як власні. Мерріветер живе своєю фальшивою репутацією білого мисливця на велику дичину у квартирі на Мангеттені, схожою на африканський сафарі-будиночок із записами звукових ефектів африканської фауни. Через репутацію «експерта Африки» його вербує уряд США та НАСА, щоб знайти зниклий секретний космічний зонд, перш ніж на нього натраплять ворожі сили.
Разом з Гоупом знімались Еді Адамс й Аніта Екберг, які виконали ролі секретних агентів. Гольфіст Арнолд Палмер з'явився камео, граючи шалений раунд гольфу з Гоупом — сцена, яка потрапила також у фільм «Шпигуни як ми», де Гоуп з'явився камео та грав в гольф через намет. Сцена за участю невидимого президента Джона Кеннеді у його знаменитому кріслі-гойдалці пародіюється, коли його російський колега Микита Хрущов гойдається в кріслі, яке голосно скрипить.

## У ролях
| Актор           | Роль                |
| --------------- | ------------------- |
| Боб Гоуп        | Метт Мерріветер     |
| Аніта Екберг    | Люба                |
| Еді Адамс       | Фредеріка           |
| Ліонель Джефріс | Езра Мунго          |
| Арнолд Палмер   | камео               |
| Орландо Мартінс | вождь племені       |
| Персі Герберт   | Перший помічник     |
| Пол Карпентер   | полковник Спенсер   |
| Орландо Мартінс | начальник           |
| Аль Мулок       | Другий помічник     |
| Барі Джонсон    | Юта                 |
| Пітер Дінелі    | Вільямс             |
| Май Лінг        | Гіацинт             |
| Марк Гіт        | Коба                |
| Роберт Ніколс   | американський майор |

## Виробництво
Згідно з автобіографією Альберта Р. Брокколі «Коли тане сніг» кінокомпанія Eon Productions спочатку уклала договір з United Artists для створення двох фільмів на рік; один фільм про Джеймса Бонда та один небондівський. Багато оригінальних пропозицій мали на меті закарбувати Шона Коннері, але він відкинув усі, оскільки не хотів, щоб його кар'єра була повністю в руках Eon.
На запитання журналіста та близького партнера Брокколі Дональда Зека, чи є у них ідеї для фільму, які не стосуються Бонда, Гаррі Сальцман, який раніше працював з Гоупом у «Залізній нижній спідниці» запропонував фільм Боба Гоупа. Зек відповів, що бачив британський рок-н-рольний гурт під назвою «Бітлз», яка збирала натовп, і думав про те, щоб їх зняти у фільмі. Зальцман засміявся і запитав, чому він хотів би зняти фільм про чотирьох молодих довговолосих дітей з Ліверпуля, коли у нього був Боб Гоуп. United Artists зняли фільм «Бітлз» з Волтером Шенсоном і «Вечір важкого дня», який став більш успішним, ніж «Називай мене Бвана».
Спочатку передбачалося, що зйомки повністю пройдуть в Кенії, але повстання Мау-Мау призвели до того, що лише окрема команда на чолі Джоном Кокійоном працювала там.
Еді Адамс думала, що вона дійсно їде в Африку і має зробити болісні щеплення. Вона згадувала, що здавалося, фільм писали по ходу; спочатку її персонажем був вчений-атомник, потім мисливець великої дичини. Одного разу на знімальному майданчику вона зустріла каскадерку, одягнену як її персонаж, кидаючи чоловіка-каскадера в одязі джиу-джитсу; Адамс зрозуміла, що тепер її персонаж є таємним агентом. Початкова роль Адамс була віддана Аніті Екберг, але оскільки Гоуп обіцяв роль Адамс, сценарій був переписаний, щоб додати новий жіночий персонаж.
Насправді фільм писався під час зйомок. У жовтні 1962 року, коли вже тривало виробництво протягом двох тижнів, продюсер Брокколі найняв сценариста Пола Джарріко, щоб виконати «швидке переписування». Шість сценаристів вже працювали над сценарієм, «сотні жартів було написано про невдалого дослідника та агента ЦРУ, який шукає космічну капсулу США в Африці, але жодної підхожої історії не з'явилося». Джарріко вважав, що сценарій потребує логіки. Згодом Брокколі заплатив Джарріко $ 2 500 за чотири тижні роботи, без зазначення його в титрах.
Режисер виробництва Сід Кейн згадував, що спочатку дикі африканські тварини з британських зоопарків повинні були бути випущені на поле для гольфу, але ідея була відкладена, коли тварини завдали великих збитків.
У фільмі є пародія на сцену з «Доктора Ноу», коли персонаж Гоупа спить в наметі, а тарантул починає повзати по його нозі. Щось подібне сталося і з Джеймсом Бондом в першому фільмі про 007, але зігране серйозно, а не для сміху.
«Називай мене Бвана» «знайомить» з фільмом Eon Productions про Бонда «З Росії з любов'ю» 1963 року під час епізоду, коли Алі Керім Бей вбиває російського агента Криленку зі снайперської гвинтівки. Криленку намагається втекти через вікно, яке знаходиться у роті Аніти Екберг на плакаті розміром зі стіну: «Вона мала б закрити рот», — каже Бонд. В оригінальному романі Яна Флемінга, опублікованому в 1957 році, сцена відбувається за плакатом фільму «Ніагара».
Наступний небондівський фільм Eon Productions вийшов у 2017 році: «Кінозірки не вмирають у Ліверпулі».

## Саундтрек
Музику написав Монті Норман. Джон Баррі стверджував, що Норман зв'язався з ним, щоб оркеструвати композицію «The Big Safari», але оркестровка залишилась за Мьюіром Матієсоном. Баррі випустив запис «The Big Safari», а також для іншої комедії United Artists «Миша на Місяці» під псевдонімом «The Countdown». Боб Гоуп заспівав головну пісню в кінці титрів.

## Випуск для домашніх медіа
Фільм випустили на DVD від MGM Home Video 27 червня 2011 року через лімітовану колекцію MGM як MOD широкоформатного DVD регіон 1.